# Kipchoge Keino
Kipchoge Hezekieh "Kip" Keino (* 17. ledna 1940 Kipsamo) je bývalý keňský atlet, běžec na střední a dlouhé tratě, dvojnásobný olympijský vítěz.

Patřil k prvním keňským běžcům, kteří získali mezinárodní úspěchy v bězích na střední a dlouhé tratě a jeho jméno je do značné míry zosobněním mohutného nástupu keňské atletiky v 60. letech dvacátého století.

## Atletická kariéra

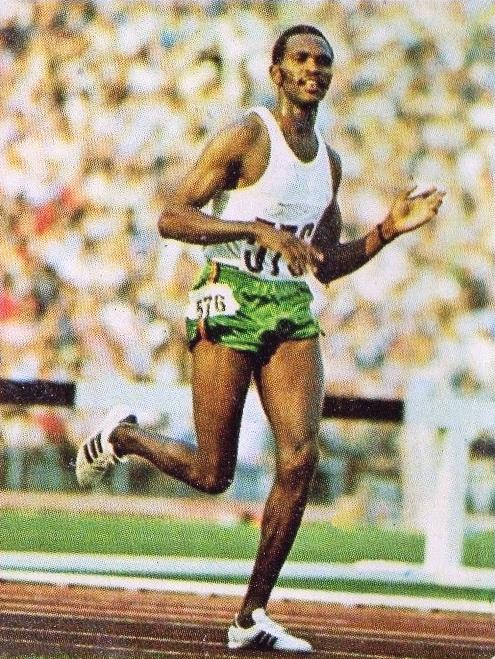
Kipchoge Keino na olympiádě v Mnichově v roce 1972

Na mezinárodní scéně se objevil poprvé ve svých 22 letech, když na hrách Commonwealthu v australském Perthu v roce 1962 doběhl pátý v rozběhu na 1 míli (4:07,0) a byl jedenáctý v běhu na tři míle (13:50,0).
Na olympiádě v Tokiu v roce 1964 vstoupil mezi světovou špičku: v rozběhu na 5000 metrů vytvořil nový africký rekord (13:49,6) a ve finále skončil na výtečném pátém místě v čase 13:50,4. Na tokijských hrách potom startoval ještě v běhu na 1500 metrů: vyhrál třetí rozběh (3:45,8) a potom jen velmi těsně vypadl v semifinále - byl pátý ve stejném čase jako postupující Francouz Jean Wadoux a pozdější bronzový medailista, Novozélanďan John Davies. Keinův čas, 3:41,9, byl ovšem opět novým africkým rekordem.
Následující rok 1965 přinesl Keinovi první medaile: na premiérových Afrických hrách v konžském Brazzaville, pořádaných ve dnech 18.-25.7.1965, zvítězil časem 3:41,1 v závodě na 1500 metrů a časem 13:44,4 vybojoval zlatou medaili i v běhu na 5000 metrů. Byl prvním Afričanem, který v běhu na 5000m překonal hranici 13 minut a 30 sekund: 30. června 1965 zaběhl v Helsinkách nový africký rekord 13:28,2, který za dva dny (2. července 1965) ve finském Turku zlepšil až na 13:26,2 - čímž zaostal jen 4 desetiny sekundy za světovým rekordem, který tehdy držel Australan Ron Clarke. 27. srpna 1965 vytvořil Keino světový rekord v běhu na 3000 metrů výkonem 7:39,6 (dosáhl času 7:39,5, ten však byl v souladu s tehdy platnými pravidly pro dlouhé běhy zaokrouhlen na nejbližší sudou desetinu sekundy), který byl překonán až v roce 1973. Na samém konci poolympijské sezóny, 30. listopadu 1965, vytvořil v novozélandském Aucklandu i nový světový rekord v běhu na 5000 metrů časem 13:24,2. Tento rekord sice už v roce 1966 pro sebe získal znovu Ron Clarke, ale Kipchoge Keino dokázal Australana porazit v nejvýznamnějším závodě roku, v běhu na 3 míle, na dalších hrách Commonwealthu, pořádaných v srpnu roku 1966 v jamajském hlavním městě Kingstonu (12:57,4). Keino v Kingstonu zvítězil rovněž v běhu na 1 míli (3:55,3).
Světový rekord na 5000 metrů Keino už nikdy nezískal zpět, ale každý rok překonával africký rekord v běhu na 1500 metrů: z hodnoty 3:41,9 na konci roku 1964 ho v roce 1965 vylepšil na 3:37,6, v roce 1966 na 3:36,8 a v roce 1967 na 3:36,7. Každoročně také vylepšoval africký rekord na 1 míli: v roce 1965 zaběhl 3:54,2, v roce 1966 se zlepšil v Londýně na 3:53,4 a v roce 1967 na mistrovství východní a střední Afriky (East and Central African Championships) ve vysokohorských podmínkách keňského Kisumu až na 3:53,1. Výkony z Londýna i Kisumu byly zároveň novými rekordy Commonwealthu.
Nejpozoruhodnějím Keinovým závodem v roce 1967 bylo bezpochyby atletické utkání USA-Commonwealth pořádané 8.7.1967 v Los Angeles. V běhu na 1500 metrů tehdy zvítězil dvacetiletý Američan Jim Ryun v novém světovém rekordu 3:33.1. Kipchoge Keino doběhl na druhém místě v čase 3:37.2. Hlavní střetnutí obou běžců však mělo teprve přijít.
Narůstající formu před olympijskými hrami 1968 v Mexiku předvedl Keino na dva dny trvajícím Memoriálu bratří Znamenských v Leningradě: první den memoriálu vyhrál běh na 5000 metrů (13:36,2) a hned na druhý den, 21. července 1968, vytvořil nový africký rekord v běhu na 10 000 metrů - 28:06,4. Keino se tímto časem zařadil na třetí místo v historických tabulkách této disciplíny a pod vlivem nadšení z nového rekordu se pro svou druhou olympiádu přihlásil k dosti neobvyklé kombinaci tří disciplín: 1500 metrů, 5000 metrů a 10 000 metrů. Během olympiády v Mexiku v říjnu 1968 sice nejdříve nedokončil běh na 10 000 metrů (ještě kilometr před cílem byl ve vedoucí skupince běžců, ale pak vybočil z dráhy a zhroutil se na travnatou plochu olympijského stadionu - po skončení závodu se ukázalo, že běžel s akutním zánětem žlučníku), ale potom získal stříbrnou medaili v běhu na 5000 metrů - a ve svém třetím mexickém startu i zlatou medaili na 1500 metrů: s nevídaným náskokem porazil tehdejšího světového rekordmana (3:33,1) Američana Jima Ryuna a čas 3:34,9 byl novým olympijským rekordem, africkým rekordem, rekordem Commonwealthu, nejrychlejším časem roku 1968 a druhým nejlepším výkonem na 1500 metrů v historii. Jako olympijský rekord vydržel Keinův čas až do olympijských her 1984 v Los Angeles, kdy ho překonal britský mílař Sebastian Coe.
Na svých třetích hrách Commonwealthu, pořádaných v roce 1970 ve skotském Edinburghu, vybojoval zlatou medaili na 1500 metrů (3:36,6), na 5000 metrů doběhl jako třetí (13:27,6).
Na olympiádě v Mnichově v roce 1972 zvítězil v běhu na 3000 metrů překážek. V běhu na 1500 metrů neobhájil zlato z Mexika, doběhl druhý za Finem Vasalou.
Sportovní kariéru ukončil v roce 1973, když na dalších hrách afrického kontinentu (pořádaných v nigerijském Lagosu osm let po hrách v Brazzaville) získal časem 3:39,63 stříbrnou medaili v běhu na 1500 metrů.
Epilogem pak bylo ještě krátké Keinovo působení v tehdejší americké profesionální atletické skupině ITA. Nebylo dlouhé, zahrnovalo v podstatě jen halovou sezónu 1973, která nicméně v případě ITA trvala až do června tohoto roku. Nejlepším Keinovým výkonem z tohoto angažmá byl závod na 1 míli pořádaný 7. dubna 1973 v Oklahoma City (čas 4:00,6 odpovídal desátému místu světových halových tabulek 1973, pokud bychom do ní zařadili společně výkony amatérů i profesionálů). Zajímavé je, že v rámci této profesionální atletické skupiny došlo k přímému souboji Kipchoge Keina s Jimem Ryunem - uskutečnil se v závodě na 1 míli, 1. června 1973 v americkém Louisville. Jim Ryun (4:01,9) v něm tentokrát Kipchoge Keina (4:03,0) dosti výrazně porazil.

## Kipchoge Keino v Síni slávy IAAF
Kipchoge Keino a etiopský maratonský běžec Abebe Bikila byli prvními Afričany, kteří byli (v roce 2012) přijati do Síně slávy Mezinárodní asociace atletických federací (IAAF), kterou tato sportovní organizace (vzniklá v roce 1912) založila v roce 100. výročí svého vzniku. V roce 2004 byl zařazen do Síně slávy Asociace atletických statistiků (ATFS), jako třetí africký atlet od založení Síně v roce 2001 (před ním Abebe Bikila a Haile Gebrselassie).

## Osobní rekordy Kipchoge Keina na otevřené dráze
- 800 m 1:46,41 (Mnichov 23.8.1972)

- 1500 m 3:34,91 (Mexiko 20.10.1968)

- 1 míle 3:53,1 (Kisumu 10.9.1967)

- 2000 m 5:05,2 (Leicester 26.9.1970)

- 2 míle 8:25,2 (Sydney 19.12.1965)

- 3000 m 7:39,5 (Hälsingborg 27.8.1965)

- 3 míle 12:57,4 (Kingston 8.8.1966)

- 5000 m 13:24,2 (Auckland 30.11.1965)
- 6 mil 27:43,0 (Oslo 11.7.1968)

- 10 000 m 28:06,4 (Leningrad 21.7.1968)

- 3000 m překážek 8:23,64 (Mnichov 4.9.1972)

## Osobní rekordy Kipchoge Keina v hale
- 1500 m 3:43,7+ (Los Angeles 17.1.1970, mezičas v běhu na 1 míli)

- 1 míle 3:59,4 (College Park 14.1.1972)

- 3000 m 7:58,6 (Cosford 21.11.1970)

- 3 míle 13:23,8 (Toronto 2.2.1973)

## Kipchoge Keino v atletických tabulkách své doby

### světové tabulky v běhu na 1500 m mužů v roce 1968
3:34,9 KIpchoge Keino (Keňa), 1940, 1, Mexico City 20.10.1968
3:36,5 Bodo Tümmler (SRN/Západní Berlín), 1943, 1, Kolín nad Rýnem 10.7.1968
3:37,1 André De Hertoghe (Belgie), 1941, 2, Kolín nad Rýnem 10.7.1968
3:37,5 Walter Adams (SRN), 1945, 3, Kolín nad Rýnem 10.7.1968
3:37,8 James Ryun (USA), 1947, 2, Mexico City 20.10.1968
3:37,9 Jean Wadoux (Francie), 1942, 1, Paříž 4.7.1968
3:38,5 Arne Kvalheim (Norsko), 1945, 1, Oslo 28.8.1968
3:38,7 Anders Gärderud (Švédsko), 1946, 2, Göteborg 26.8.1968
3:38,8 Arnd Kruger (SRN), 1944, 4, Kolín nad Rýnem 10.7.1968
3:39,0 Francesco Arese (Itálie), 1944, 1, Schio 13.7.1968

### dlouhodobé světové tabulky v běhu na 1500 m mužů k 31.12.1968
3:33,1 James Ryun (USA), 1947, 1, Los Angeles 8.7.1967
3:34,9 Kipchoge Keino (Keňa), 1940, 1, Mexico City 20.10.1968
3:35,6 Herbert Elliott (Austrálie), 1938, 1, Řím 6.9.1960
3:36,3 Michel Jazy (Francie), 1936, 1, Rennes 15.6.1966
3:36,5 Bodo Tümmler (SRN/Západní Berlín), 1943, Kolín nad Rýnem 10.7.1968
3:37,1 André De Hertoghe (Belgie), 1941, 2, Kolín nad Rýnem 10.7.1968
3:37,5 Walter Adams (SRN), 1945, 3, Kolín nad Rýnem 10.7.1968
3:37,6+ Peter Snell (Nový Zéland), 1938, 1, Auckland 17.11.1964 (mezičas v běhu na 1 míli)
3:37,6 Josef Odložil (Československo), 1938, 1, Praha 13.8.1966
3:37,7 Jean Wadoux (Francie), 1942, 2, Praha 13.8.1966

### světové tabulky v běhu na 3000 m překážek v roce 1972
8:20,8 Anders Gärderud (Švédsko), 1946, 1, Helsinky 14.9.1972
8:21,0 Tapio Kantanen (Finsko), 1949, 2, Helsinky 14.9.1972
8:22,2 Bronislaw Malinowski (Polsko), 1951, 1, Varšava 10.8.1972
8:23,6 Kipchioge Keino (Keňa), 1940, 1, Mnichov 4.9.1972
8:23,6 Kazimierz Maranda (Polsko), 1947, 1, Varšava, 27.6.1972
8:23,8 Amos Biwott (Keňa), 1948, 1 v rozběhu, Mnichov 1.9.1972
8:23,8 Dušan Moravčík (Československo), 1948, 1, Praha 17.9.1972
8:24,6 Benjamin Jipcho (Keňa), 1943, 2, Mnichov 4.9.1972
8:25,4 Michail Želev (Bulharsko), 1943, 1, Oslo 3.7.1972
8:25,4 Pekka Päivärinta (Finsko), 1949, 2, Helsinky 26.7.1972

### dlouhodobé světové tabulky v běhu na 3000 m překážek k 31.12.1972
8:20,8 Anders Gärderud (Švédsko), 1946, 1, Helsinky 14.9.1972
8:21,0 Tapio Kantanen (Finsko), 1949, 2, Helsinky 14.9.1972
8:22,0 Kerry O'Brien (Austrálie), 1946, 1, Berlín 4.7.1970
8:22,2 Vladimir Dudin (SSSR), 1941, 1, Kyjev 19.8.1969
8:22,2 Bronislaw Malinowski (Polsko), 1951, 1, Varšava 10.8.1972
8:23,4 Alexandr Morozov (SSSR), 1939, 2, Kyjev 19.8.1969
8:23,6 Kipchoge Keino (Keňa), 1940, 1, Mnichov 4.9.1972
8:23,6 Kazimierz Maranda (Posko), 1, Waršava 27.6.1972
8:23.8 Amos Biwott (Keňa), 1948, 1 v rozběhu, Mnichov 1.9.1972
8:23,8 Dušan Moravčík (Československo), 1948, 1, Praha 17.9.1972

### světové tabulky v běhu na 3000 m mužů v roce 1965
7:39,5 Kipchoge Keino (Keňa), 1940, 1, Hälsingborg 27.8.1965
7:46,0 Siegfried Herrmann (GDR), 1932, 1, Erfurt 5.8.1965
7:48,6 Gaston Roelants (Belgie), 1937, 1, Heverlee 15.8.1965
7:49,0+ Michel Jazy (Francie), 1936, 1+, Meluin 23.6.1965 (mezičas v běhu na 2 míle, 8:22,5)
7:51,0+ Ronald Clarke (Austrálie), 1937, 2+, Melun 23.6.1965 (mezičas v běhu na 2 míle, 8:24,8)
7:51,0 John Davies (Nový Zéland), 1938, 1, Karlovy Vary 11.7.1965
7:54,8 Thor Helland (Norsko), 1936, 2, Oslo 7.7.1965
7:55,0 Eugène Allonsius (Belgie), 1937, 3, Oslo 7.7.1965
7:55,2 Harald Norpoth (SRN), 1942, 1, Karlsruhe 5.7.1965
7:56,2 Viktor Kudinskij (SSSR) 43, 1, Kyjev 19.7.1965

### dlouhodobé světové tabulky v běhu na 3000 m mužů k 31.12.1965
7:39,5 Kipchoge Keino (Keňa), 1940, 1, Hälsingborg 27.8.1965
7:46,0 Siegfried Herrmann (GDR), 1932, 1, Erfurt 5.8.1965
7:48,6 Gaston Roelants (Belgie), 1937, 1, Heverlee 15.8.1965
7:49,0+ Michel Jazy (Francie), 1936, 1+, Meluin 23.6.1965 (mezičas v běhu na 2 míle, 8:22,5)
7:51,0+ Ronald Clarke (Austrálie), 1937, 2+, Melun 23.6.1965 (mezičas v běhu na 2 míle, 8:24,8)
7:51,0 John Davies (Nový Zéland), 1938, 1, Karlovy Vary 11.7.1965
7:52,8 Gordon Pirie (Velká Británie), 1931, 1, Malmö 4.9.1956
7:53,4 István Rózsavölgyi (Maďarsko), 1929, 1, Malmö 4.9.1956
7:54,2 Hans Grodotzki (GDR), 1936, 1, Postupim 30.7.1960
7:54,2 James Beatty (USA), 1934, 1, Amstrodam 15.8.1962

### světové tabulky v běhu na 5000 m mužů v roce 1965
13:24,2 Kipchoge Keino (Keňa), 1940, 1, Auckland 30.11.1965
13:25,8 Ronald Clarke (Austrálie), 1937, 1, Los Angeles 4.6.1965
13:27,6 Michel Jazy (Francie), 1936, 1, Helsinky 30.6.1965
13:30,0 Siegfried Herrmann (NDR), 1932, 1, Postupim 11.8.1965
13:33,0 Michael Wiggs (Velká Británie), 1938, 4, Helsinky 30.6.1965
13:34,8 Gaston Roelants (Belgie), 1937, 3, Stockholm 6.7.1965
13:37,4 Thor Helland (Norsko), 1936, 5, Helsinky 30.6.1965
13:37,8 Bengt Najde (Švédsko), 1942, 6, Helsinky 30.6.1965
13:40,0 Lájos Mecsér (Maďarsko), 1942, 1, Londýn 14.8.1965
13:41,4 William Mills (USA), 1938, 1, Oslo 15.7.1965

### dlouhodobé světové tabulky v běhu na 5000 m mužů k 31.12.1965
13:24,2 Kipchoge Keino (Keňa), 1940, 1, Auckland 30.11.1965
13:25,8 Ronald Clarke (Austrálie), 1937, 1, Los Angeles 4.6.1965
13:27,6 Michel Jazy (Francie), 1936, 1, Helsinky 30.6.1965
13:30,0 Siegfried Herrmann (NDR), 1932, 1, Postupim 11.8.1965
13:33,0 Michael Wiggs (Velká Británie), 1938, 4, Helsinky 30.6.1965
13:34,8 Gaston Roelants (Belgie), 1937, 3, Stockholm 6.7.1965
13:35,0 Vladimir Kuc (SSSR), 1927, 1, Řím 11.10.1957
13:35,2 Murray Halberg (Nový Zéland), 1933, 1, Stockholm 25.7.1961
13:36,8 Gordon Pirie (Velká Británie), 1931, 1, Bergen 19.6.1956
13:37,4 Thor Helland (Norsko), 1936, 5, Helsinky 30.6.1965